# 建新遗址
建新遗址，位于山东省枣庄市山亭区西集镇伏里村北，是中华人民共和国全国重点文物保护单位之一。
1992年在修建枣木高速公路中发现该遗址。在1992年冬至1993年春，山东省文物考古研究所对该遗址进行两次考古发掘。遗址平面呈椭圆形，东西长205米，南北宽155米，面积约3万平方米。遗址主要为大汶口文化中、晚期及少量龙山文化遗存，距今4500~5000年。共发现房基27座，灰坑和窖穴261个，墓葬92座，水井1眼，陶窑1座，出土陶器、石器、骨角器等各类遗物1000余件。出土陶器主要有鼎、罐、盆、背壶、鬶、尊、杯、豆、盉、瓶、瓮、碗、器盖等，石器主要有斧、锛、凿、璧、璜、笄、环、坠等。
2006年12月7日，公布为山东省文物保护单位，2013年5月公布为全国重点文物保护单位。